# Gustaf Melander
Gustaf Melander, född 9 januari 1861 i Kuopio, död 25 augusti 1938 i Helsingfors, var en finländsk fysiker och meteorolog. Han var bror till Henrik och Kurt Melander.
Melander blev 1890 filosofie doktor och docent i fysik vid Helsingfors universitet samt var 1907–31 direktor för Meteorologiska centralanstalten med professors titel. Han företog 1899–1902 som Rosenbergsk stipendiat på olika orter i Europa och Afrika undersökningar om stoftförhållandena i luften. 
Av Melanders arbeten kan nämnas De la dilatation des gaz à des pressions inférieures à la pression atmosphérique (doktorsavhandling 1889), som åtföljdes av liknande undersökningar rörande väte och syre (i Finska vetenskapssocietetens "Acta" 1891, 1894), Sur la condensation de la vapeur d'eau dans l'atmosphére (disputation 1897), Ueber die Bestrahlung der Magnete (i Finska vetenskapssocietetens "Acta" 1900), Ueber den Einfluss der Wand der Gefässe bei Studien über Gase (ibid., 1905), Ueber die Erregung statischer elektrischer Ladungen durch Wärme und Bestrahlung (i Finska vetenskapssocietetens "Öfversigt", 1906–07).